# Simplicia notata
Simplicia notata är en fjärilsart som beskrevs av George Francis Hampson 1889. Simplicia notata ingår i släktet Simplicia och familjen nattflyn. Inga underarter finns listade i Catalogue of Life.